# Louise Rosenbaum
 Louise Johnson Rosenbaum  (* 21. Januar  1908 in Carrollton (Texas); † 16. Januar 1980 in Middletown (Connecticut)) war eine US-amerikanische Mathematikerin und Hochschullehrerin. Sie gehörte mit Marjorie Beaty zu den ersten beiden Frauen, die in Mathematik an der Universität von Colorado vor 1960 promovierten.

## Leben und Forschung
Rosenbaum studierte nach dem Abschluss der High School mit 16 Jahren an der University of Colorado und unterrichtete zeitgleich zwei Jahre lang an Gymnasien im Osten Colorados. 1928 erhielt sie ihren Bachelor-Abschluss.  1930 wurde sie Gymnasiallehrerin in Armel (Colorado), kehrte als Assistentin an die Universität von Colorado zurück und begann ihr Studium als Assistentin in Mathematik. Sie erhielt ihren Master 1933 nach Abschluss einer Arbeit bei Aubrey J. Kempner, der auch ihre Promotion betreute. Ihre Dissertation in Zahlentheorie rezensierte Paul Erdős, der ein guter Freund wurde und an ihren mathematischen Ergebnissen interessiert war. Anschließend arbeitete sie am Reed College, in Portland (Oregon), im Rahmen eines Stipendiums des General Education Board, um gemeinsam mit Professor F. L. Griffin einen integrierten mathematischen Lehrplan zu erstellen. Die anderen Stipendiaten des Programms waren Harry Goheen, Robert Rosenbaum und Henry Scheffe.  1942 heiratete sie den Mathematiker Robert Rosenbaum, mit dem sie drei Söhne hatte. Während ihr Mann als Marineflieger im Pazifik diente, unterrichtete sie weiterhin am Reed College. 1953 folgte sie ihrem Ehemann nach Connecticut, wo dieser an die Wesleyan University berufen worden war. Sie hatte eine Professur an der University of Saint Joseph (Connecticut), war von 1973 bis 1974 Gastwissenschaftlerin am Smith College, war Mitglied eines Komitees der School Mathematics Study Group, leitete Sommerinstitute für Lehrer in Connecticut und Oregon, arbeitete mit ihrem Ehemann an einer Bibliographie der Mathematik für High School Libraries und schrieb ein Buch zur Einführung in die Mathematik.

## Mitgliedschaften
- American Mathematical Society
- American Association of University Professors
- Phi Beta Kappa
- MAA

## Veröffentlichungen (Auswahl)
- 1940: mit F. L. Griffin, H. E. Goheen, R. A. Rosenbaum, and H. Scheffé: A Report on the Mathematics Teaching Seminar. Reed College Bulletin, November.
- 1956: mit R. A. Rosenbaum: Bibliography of Mathematics for Secondary School Libraries. Middletown, CT: Wesleyan University, Department of School Services and Publications. Second, third, fourth, and fifth eds.: 1957, 1959, 1961, and 1964. Microfilm of 5th ed.: 1969. Ann Arbor, MI: University Microfilms.
- 1966: Induction in Mathematics. Houghton Mifflin Mathematics Enrichment Series. Boston: Houghton Mifflin Co.